# South Champagne Business School
Pour les articles homonymes, voir École supérieure de commerce en France.
South Champagne Business School (SCBS), anciennement l’ESC Troyes, est une grande école de commerce faisant partie du groupe d'enseignement supérieur Y Schools, fondée en 1992 et située principalement à Troyes.

## Histoire

Ancien logo de l'ESC Troyes jusqu'en 2018.

Dans les années 1960, l’École de commerce et de gestion (ECG) est créée.
En 1992, l'ECG se transforme en École supérieure de commerce (ESC), avec le parrainage d'HEC, de l'ESCP Europe, de Danone et de KPMG.
En 2005 l'ESC Troyes intègre la Conférence des grandes écoles.
En 2008, le rapprochement avec le Groupe ADPS (formation continue et conventionnée) est officialisé.
En 2011, les activités de formation initiales ESC, BBA ESC Troyes et École supérieure de tourisme sortent de la Chambre de commerce et d'industrie de Troyes et de l’Aube et fusionnent avec les activités de formation initiale de l’École supérieure de design et des prépas santé de l’ADPS pour créer une nouvelle association loi de 1901
En 2012, une nouvelle communication est mise en place avec un nouveau logo et un nouveau site internet qui regroupe l'ensemble des activités de formation initiale, formation continue, services et soutien scolaire sous le nom unique de Groupe ESC Troyes, abandonnant au passage toute référence à l'ancienne marque ADPS (qui reste uniquement rattachée aux activités socioprofessionnelle d'aide au retour à l'emploi).
En 2017, l'ESC Troyes devient South Champagne Business School (SCBS). Le 17 octobre 2018, Le Groupe ESC Troyes change de nom et devient Y Schools.

## Gouvernance et accréditations
South Champagne Business School (SCBS) est un établissement d'enseignement supérieur reconnu par l'État et soutenu par la Chambre de commerce et d'industrie de Troyes et de l'Aube, le Conseil général de l'Aube, le Grand Troyes et la Région Champagne-Ardenne. En reprenant la gestion du Groupe ADPS en 2007, l'école devient un pôle de formation transversal et pluridisciplinaire.
Le diplôme du Programme grande école de South Champagne Business School est visé et confère le grade de master, correspondant ainsi aux normes européennes en la matière, et est membre de la Conférence des grandes écoles et du Chapitre management de la Conférence des grandes écoles.

### Recherche
Le département recherche de South Champagne Business School a orienté ses activités sur deux axes majeurs : l'Innovation et le Management entrepreneurial d’une part, et la Gouvernance et performance des entreprises de croissance d’autre part.
Fruit du partenariat étroit entre South Champagne Business Schools et la Technopole de l'Aube en Champagne, la chaire Innovation and entrepreneurial management a pour objectif de développer un pôle de compétences dont l'objectif est, d'une part, la promotion de l'innovation et des pratiques innovantes, et d'autre part, de l'esprit d'entreprendre au sein de l'école et des entreprises de Champagne Ardenne. Cette association s'appuie sur une expérience de plusieurs années de collaboration entre la Technopole et le Groupe ESC Troyes dans le domaine de l'innovation et de l'entrepreneuriat.
L’équipe de recherche de South Champagne Business School comprend 20 enseignants-chercheurs répartis dans différentes spécialités (innovation et entrepreneuriat, ressources humaines, finance-audit-contrôle, marketing, stratégie).

## Campus

### Campus Brossolette
C'est le campus principal et historique de South Champagne Business School qui est situé au 217, avenue Pierre-Brossolette à Troyes. Il abrite les étudiants des programmes Grande École, BBA, École Supérieure de Tourisme et Prépa Santé/Social, ainsi que la plupart des étudiants internationaux.
En 2012, est créé un nouvel ensemble qui permet de doubler la surface d'accueil des étudiants de 5 670 m2 à 11 000 m2. Ce nouvel espace, plus moderne et pratique, permet de faire revenir sur place les étudiants qui étaient répartis dans plusieurs sites sur la ville. La première pierre est posée en présence notamment de François Baroin le 24 mai 2013. La rentrée de septembre 2014 a eu lieu sur ce nouveau campus, qui a été inauguré le 10 octobre 2014.